# Campeonato Europeo de Biatlón de 2017
El XXIV Campeonato Europeo de Biatlón se celebró en la localidad de Duszniki-Zdrój (Polonia) entre el 25 y el 31 de enero de 2017 bajo la organización de la Unión Internacional de Biatlón (IBU) y la Federación Polaca de Biatlón.

## Resultados

### Masculino
| Evento                      | Oro                                 | Plata                                 | Bronce                               |
| --------------------------- | ----------------------------------- | ------------------------------------- | ------------------------------------ |
| 10 km velocidad (27.02)     | Vladimir Iliev Bulgaria 24:26,9     | Alexandr Loguinov · Rusia · 24:31,8   | Krasimir Anev Bulgaria 24:43,6       |
| 20 km individual (25.02)    | Alexandr Loguinov · Rusia · 49:54,3 | Krasimir Anev Bulgaria 50:05,7        | Alexei Slepov · Rusia · 50:47,9      |
| 12,5 km persecución (28.02) | Alexandr Loguinov · Rusia · 31:46,2 | Yevgueni Garanichev · Rusia · 32:14,0 | Andrejs Rastorgujevs Letonia 32:45,7 |

### Femenino
| Evento                    | Oro                               | Plata                                | Bronce                                    |
| ------------------------- | --------------------------------- | ------------------------------------ | ----------------------------------------- |
| 7,5 km velocidad (27.02)  | Yuliya Dzhyma · Ucrania · 21:02,3 | Svetlana Sleptsova · Rusia · 21:29,3 | Irina Staryj · Rusia · 21:40,1            |
| 15 km individual (25.02)  | Irina Staryj · Rusia · 44:24,7    | Svetlana Sleptsova · Rusia · 45:28,5 | Anastasiya Merkushyna · Ucrania · 45:29,7 |
| 10 km persecución (28.02) | Irina Staryj · Rusia · 30:04,4    | Yuliya Dzhyma · Ucrania · 30:24,2    | Svetlana Sleptsova · Rusia · 30:36,5      |

### Mixto
| Evento                                | Oro                                                                                       | Plata                                                                                               | Bronce                                                                                          |
| ------------------------------------- | ----------------------------------------------------------------------------------------- | --------------------------------------------------------------------------------------------------- | ----------------------------------------------------------------------------------------------- |
| Relevo individual (29.02)             | Rusia · Daria Virolainen · Yevgueni Garanichev · 37:10,2                                  | Noruega · Ingrid Tandrevold · Vetle Sjåstad Christiansen · 37:16,5                                  | Polonia · Krystyna Guzik · Grzegorz Guzik · 37:24,1                                             |
| Relevos 2 × 6 km + 2 × 7,5 km (29.02) | Rusia · Irina Staryj · Svetlana Sleptsova · Alexei Volkov · Alexandr Loguinov · 1:12:26,0 | Noruega · Karoline Erdal · Marion Rønning Huber · Erlend Bjøntegaard · Fredrik Gjesbakk · 1:13:02,4 | Ucrania · Anastasiya Merkushyna · Yuliya Dzhyma · Olexandr Zhyrny · Ruslan Tkalenko · 1:13:03,1 |

## Medallero
| Núm. | País     | Oro | Plata | Bronce | Total |
| ---- | -------- | --- | ----- | ------ | ----- |
| 1    | Rusia    | 6   | 4     | 3      | 13    |
| 2    | Ucrania  | 1   | 1     | 2      | 4     |
| 3    | Bulgaria | 1   | 1     | 1      | 3     |
| 4    | Noruega  | 0   | 2     | 0      | 2     |
| 5    | Letonia  | 0   | 0     | 1      | 1     |
| 5    | Polonia  | 0   | 0     | 1      | 1     |
|      | TOTAL    | 8   | 8     | 8      | 24    |